# Условни рефлекси
Условен рефлекс (още класическо обуславяне) е форма на асоциативно учене, която е демонстрирана за първи път от Иван Павлов. Типичната процедура за създаване на класическо обуславяне включва представянето на неутрални стимули заедно със стимули от някаква значимост. Неутралните стимули могат да бъдат всяко събитие, което не води до открит поведенчески отговор от страна на организма, който се изследва. Павлов ги нарича условни стимули (УС). Обратно, представянето на значими стимули по необходимост събужда вътрешен, често рефлексивен, отговор. Павлов ги нарича съответно безусловни стимули (БС) и безусловен отговор (БО). Ако УС и БО се повтарят заедно, в края на краищата двата стимула се асоциират един с друг и организма започва да дава поведенчески отговор на условния стимул. Павлов нарича това условен отговор (УО).